# Tramwaje w Innsbrucku
Tramwaje w Innsbrucku – system tramwajowy działający na terenie austriackiego miasta Innsbruck.

## Historia
Początki sieci tramwajowej w Innsbrucku sięgają roku 1891, kiedy uruchomiono wąskotorową linię tramwajową wiodącą od dworca Bergiselbahnhof (w pobliżu obecnej skoczni narciarskiej Bergisel), poprzez wieś Wilten, do centrum miasta i dalej wzdłuż rzeki Inn przez Saggen do Kettenbrücke, gdzie przekraczała rzekę własnym mostem. Stamtąd trasa wiodła Haller Straße do leżącego na wschód od Innsbrucku miasta Hall in Tirol. Trasa liczyła 12,1 km i była obsługiwana pociągami parowymi. Takt początkowo wynosił 1 godzinę, później pociągi na tej trasie kursowały co 30 minut.
W 1900 roku otwarto trasę tramwaju parowego od Bergisel do miejscowości Igls. Cztery lata później otwarto Stubaitalbahn łączącą dworzec południowy przez Bergisel i dalej doliną Stubai przez Natters, Mutters, Kreith i Telfes z Fulpmes. Linia ta od początku istnienia była zelektryfikowana napięciem 600 V 42,5 Hz AC. W 1905 roku uruchomiono natomiast pierwszą ściśle miejską linię tramwajową zelektryfikowaną napięciem 500 V DC. Linia o długości 2,3 km przebiegała od dworca południowego do dzisiejszego Westbahnhof.
W 1909 roku zastąpiono trakcję parową elektryczną na trasie do Hall. W tym samym okresie w związku z rozrastaniem się siatki połączeń wprowadzono numerację linii tramwajowych. W 1923 roku, po zastoju inwestycyjnym spowodowanym I wojną światową i trudną sytuacją finansową, otwarto linię tramwajową „0” okrążającą centrum miasta i łączącą wszystkie dworce na jego terenie.
W 1930 roku Austria przeszła z ruchu lewostronnego na prawostronny, co wymagało także pewnych zmian w infrastrukturze tramwajowej.
Po II wojnie światowej ponownie borykano się z problemami finansowymi oraz taborowymi. Dodatkowo zniszczone zostały tory na linii nr 6. W latach 50. inwestycje zakończyły się jedynie na zakupie używanych tramwajów, głównie ze Szwajcarii, by odmłodzić pochodzący głównie z lat 20. park taborowy.
W związku z przygotowywaniami do Zimowych Igrzysk Olimpijskich 1976, których gospodarzem był Innsbruck, postanowiono o polepszeniu komunikacji między miastem a Hall. Przestarzała linia jeszcze z lat 90. XIX w. nie nadawała się do modernizacji, w związku z czym została w 1974 roku zlikwidowana, a tramwaje zastąpiono autobusami. W latach 90. przeprowadzono wiele modernizacji sieci tramwajowej w mieście, a także w zapleczu technicznym.
W 2007 roku do miasta trafiły pierwsze nowoczesne tramwaje niskopodłogowe, a obecnie tabor tramwajowy (oprócz kilkudziesięciu pojazdów zabytkowych) składa się wyłącznie z niskopodłogowych wagonów Bombardier Flexity Outlook. Według przyjętego planu rozbudowy sieci, w latach 2021–2022 sieć ma zostać rozbudowana w kierunku wschodnim do miejscowości Rum, a w dalszej perspektywie planowane jest dalsze przedłużenie linii nr 3, odtwarzające zlikwidowaną linię nr 4 do Hall. Planowane jest także przedłużenie linii nr 5 w kierunku zachodnim do Völs.

## Galeria

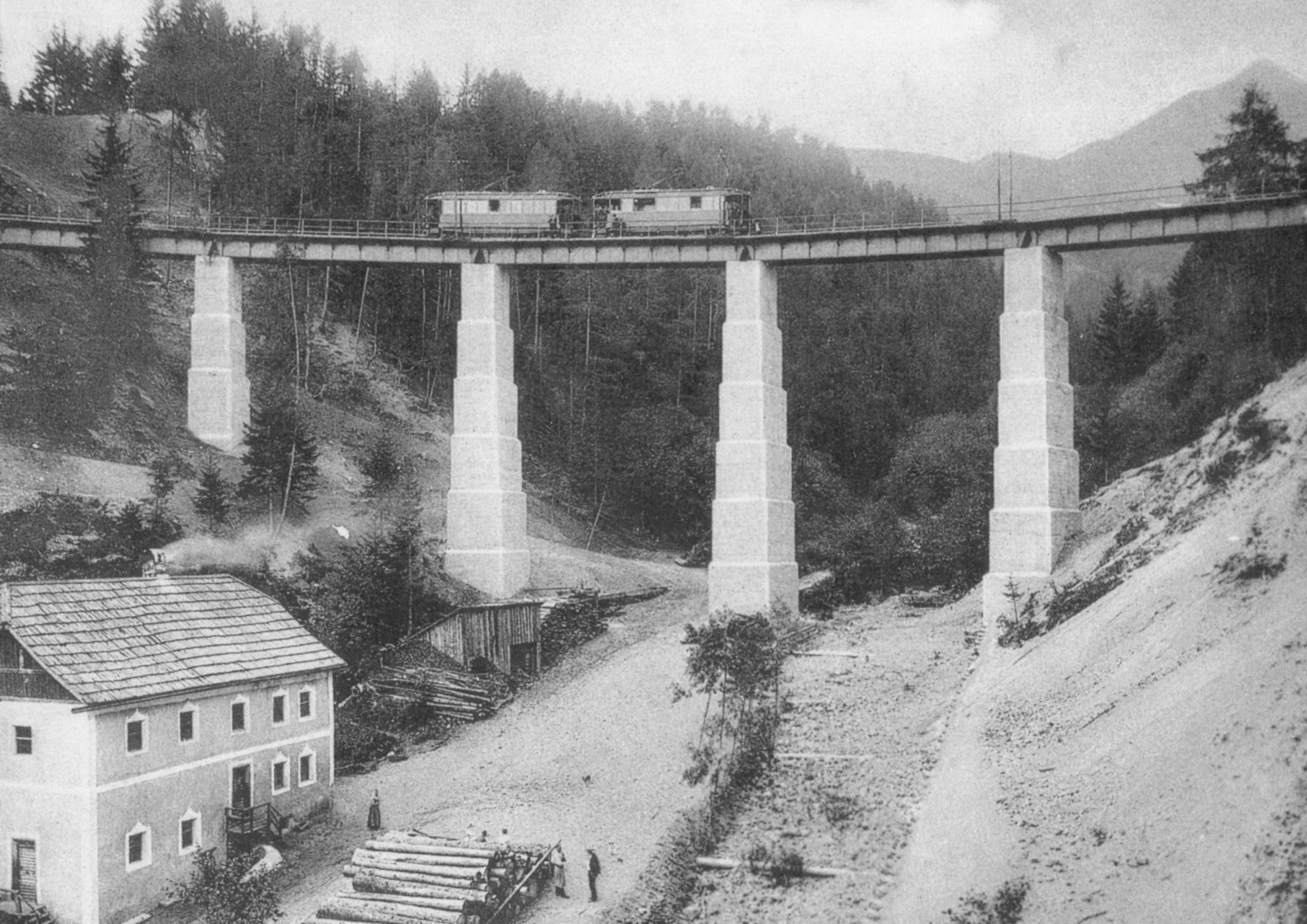
Pociąg na trasie Stubaitalbahn w 1904 roku
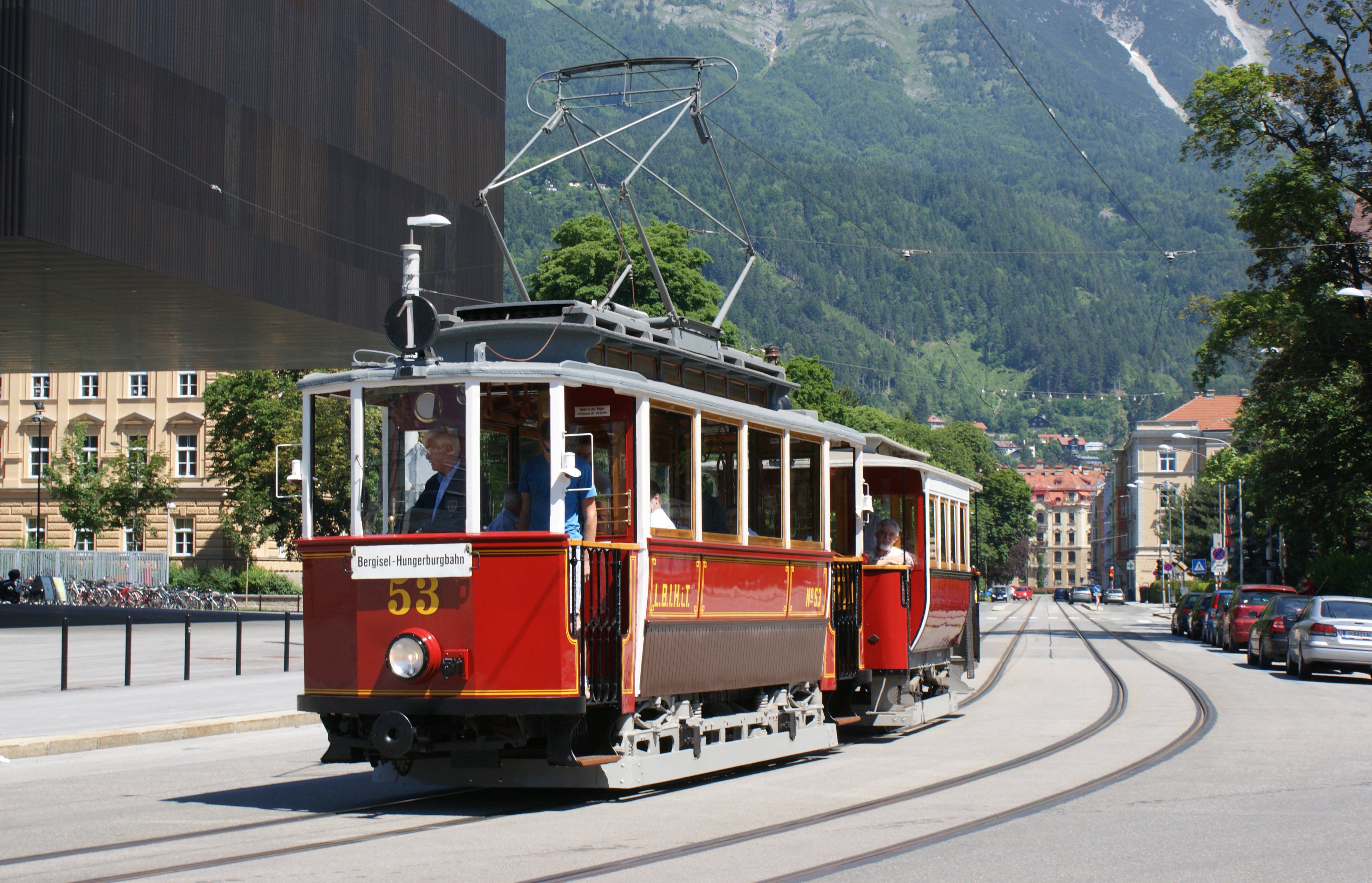
Wagon silnikowy nr 53 oraz doczepny nr 111 – jedne z pierwszych tramwajów elektrycznych w Innsbrucku
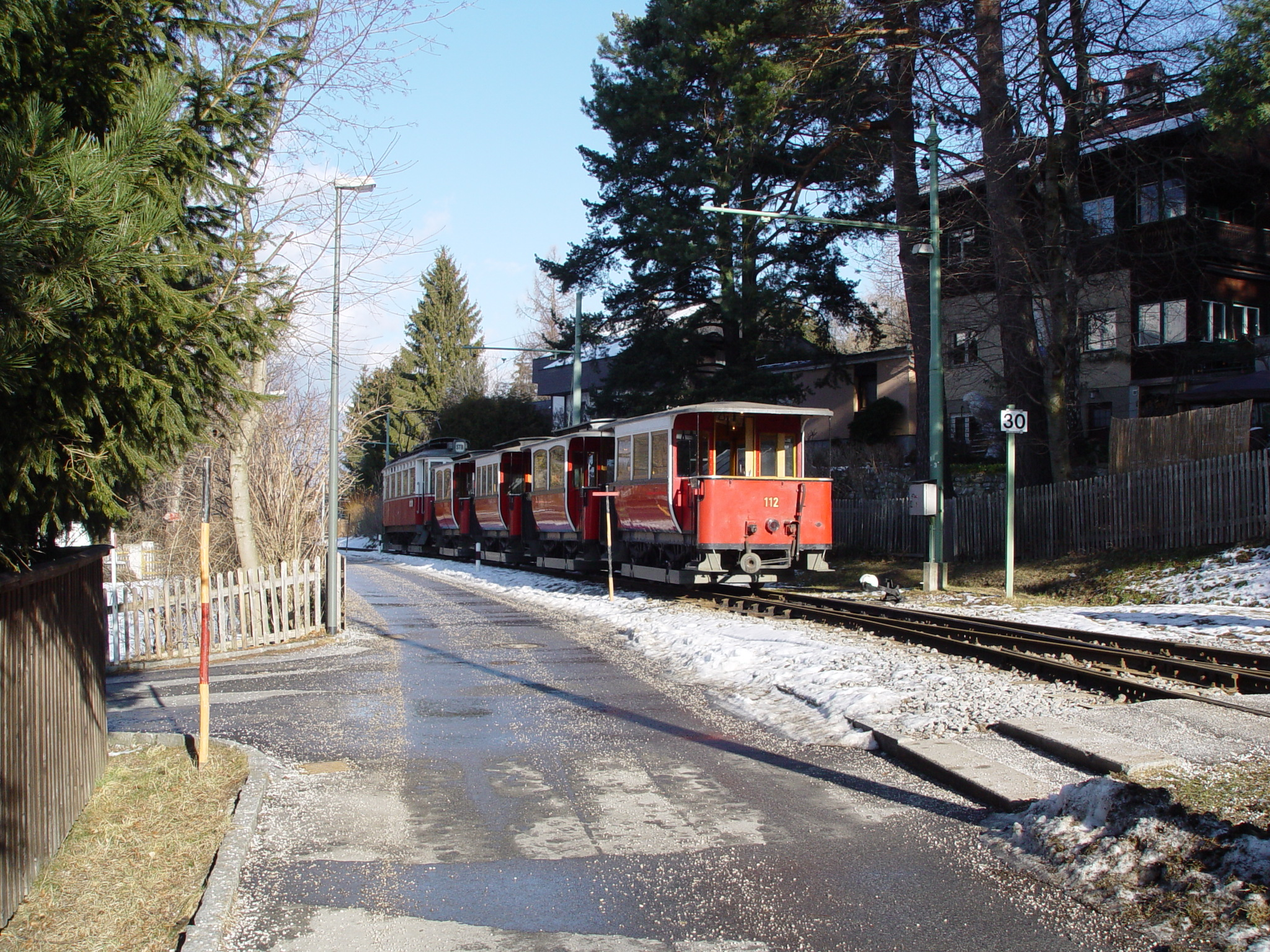
Historyczny skład na trasie do Igls
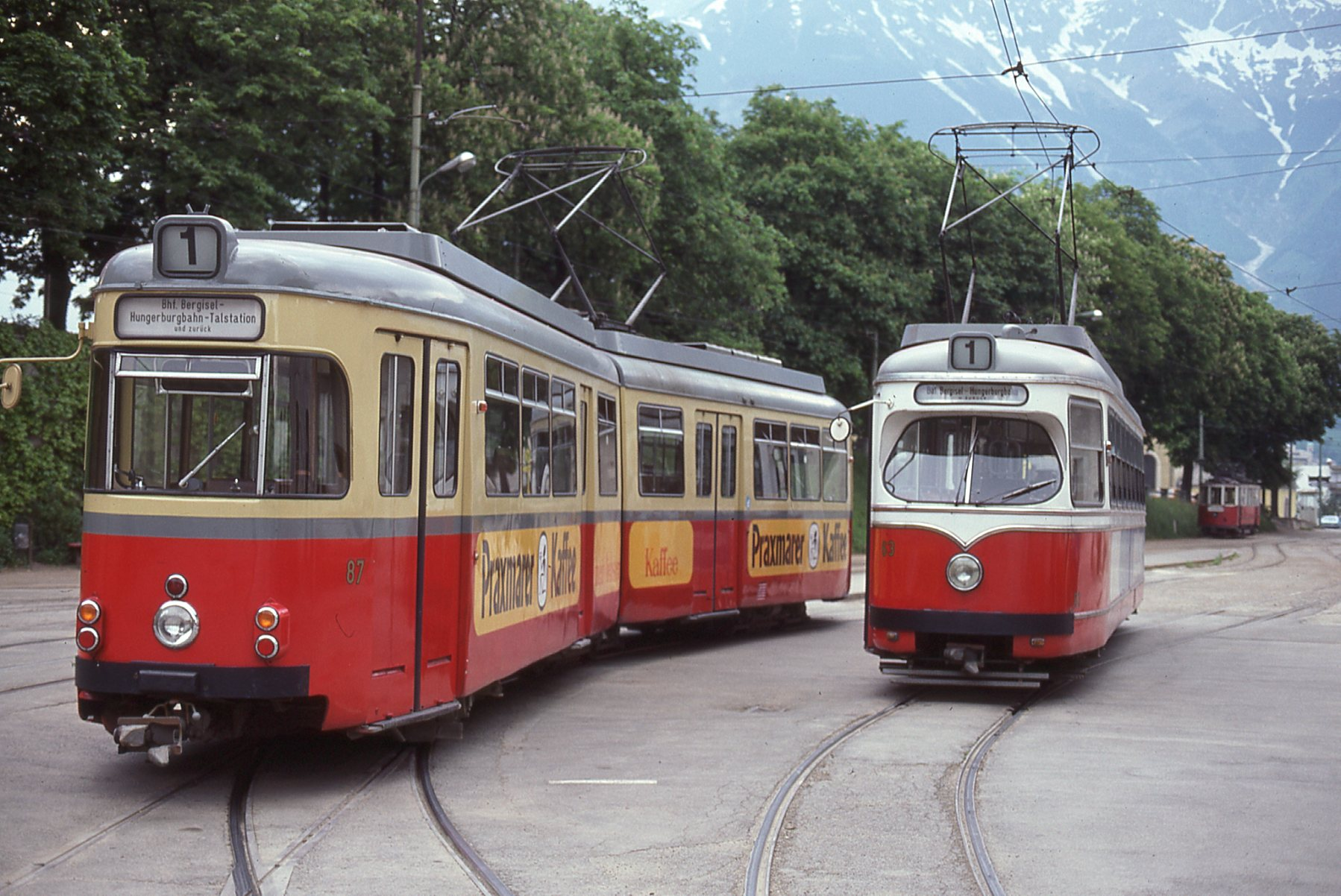
Tramwaje na linii 1, 1977
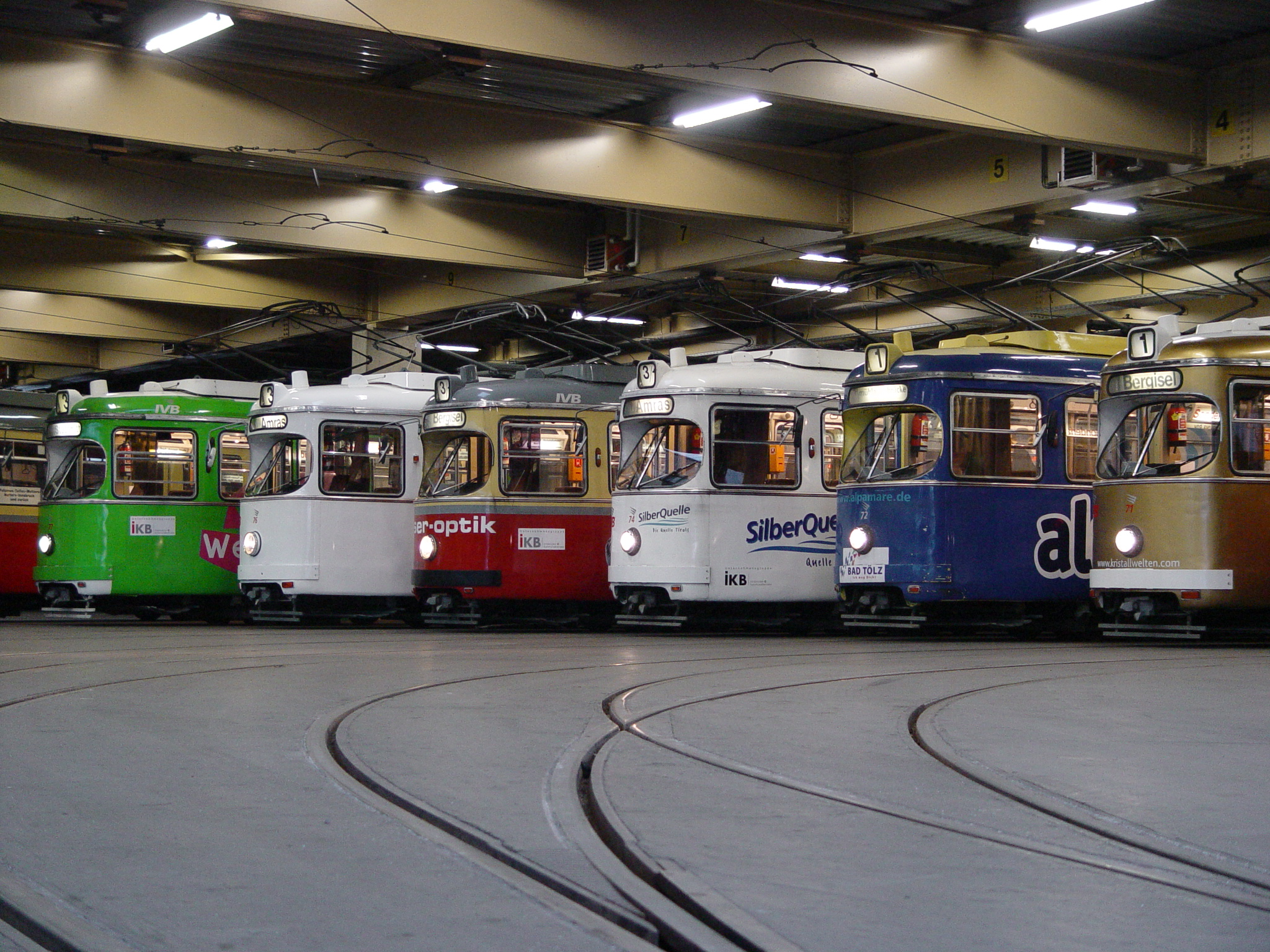
Zabytkowe tramwaje Lohner w zajezdni
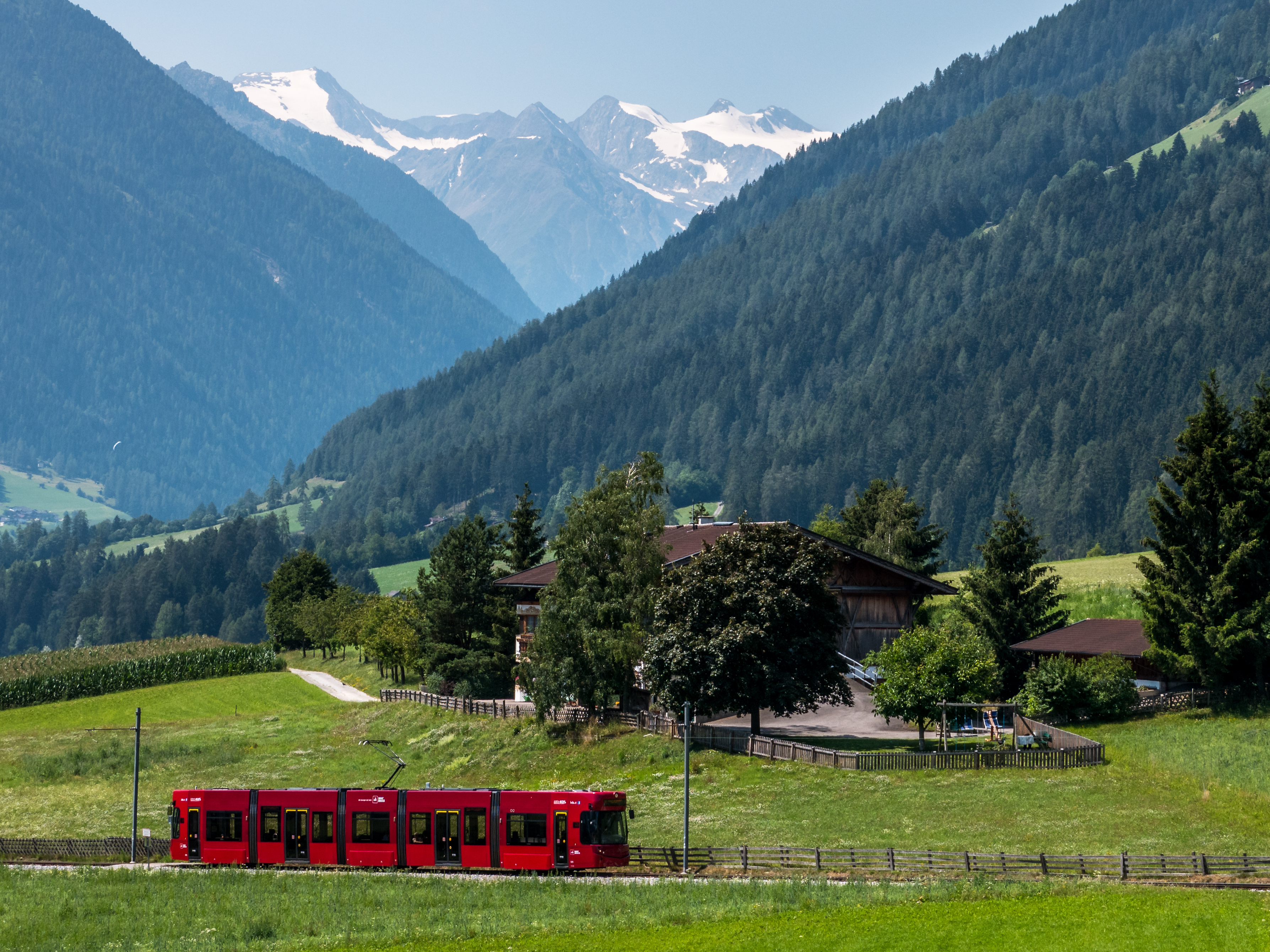
Bombardier Flexity Outlook – niskopodłogowe tramwaje, które stanowią obecnie podstawę taboru tramwajowego w Innsbrucku

## Sieć połączeń
Sieć tramwajowa w Innsbrucku składa się z pięciu linii tramwajowych miejskich o numerach 1, 2, 3, 5 i 6 oraz Stubaitalbahn (w skrócie STB). STB wykracza poza granice miasta, łącząc je z Fulpmes i charakterem bardziej przypomina bardziej podmiejską kolej lekką niż tramwaj, jednak stanowi ona integralną część systemu tramwajowego Innsbrucka – jest połączona infrastrukturą, jest obsługiwana takim samym taborem, a sama linia STB na terenie miasta częściowo pokrywa się z innymi liniami tramwajowymi. Łącznie sieć tramwajowa w Innsbrucku ma długość 38,7 km (oraz 20,8 km STB). W mieście znajdują się 62 przystanki tramwajowe (oraz 18 przystanków STB). Obsługą linii zajmuje się  (w skrócie IVB) – spółka należąca częściowo do miasta, a częściowo do kraju związkowego Tyrol.

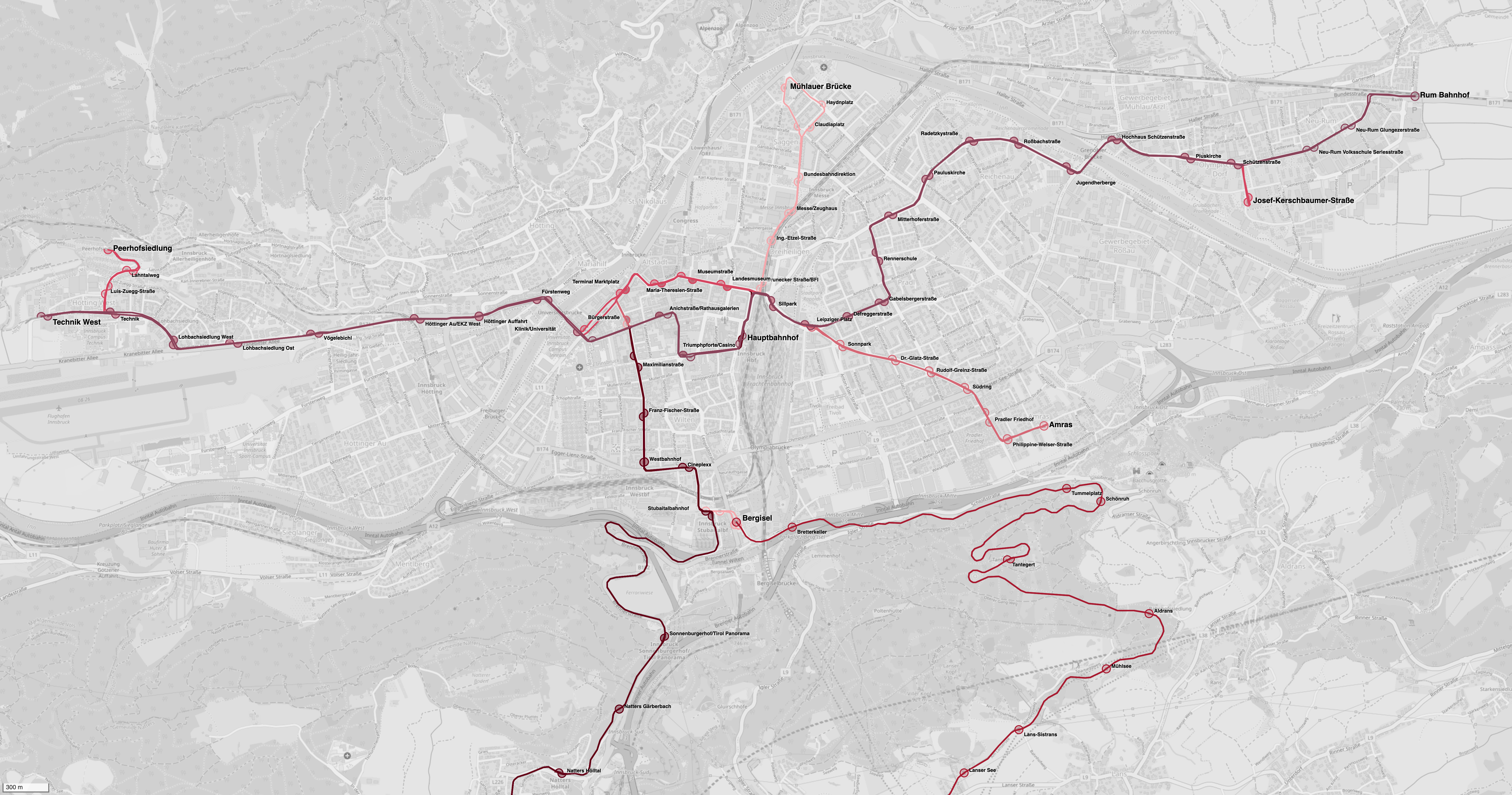
Plan sieci tramwajowej w Innsbrucku (od 2023)

| Linia | Trasa                        | Trasa                  |
| ----- | ---------------------------- | ---------------------- |
| 1     | Mühlauer Brücke              | Bergisel               |
| 2     | Peerhofsiedlung Technik West | J.-Kerschbaumer-Straße |
| 3     | Amras                        | Amras                  |
| 5     | Rum Bahnhof                  | Technik West           |
| 6     | Bergisel                     | Igls Bhf.              |
| STB   | Hauptbahnhof                 | Fulpmes                |

Źródło:Tram/Regionalbahn.